# That’s My Weakness Now
That’s My Weakness Now ist ein Popsong, den Sam H. Stept (Musik) und Bud Green (Text) verfassten und 1928 veröffentlichten.

## Hintergrund

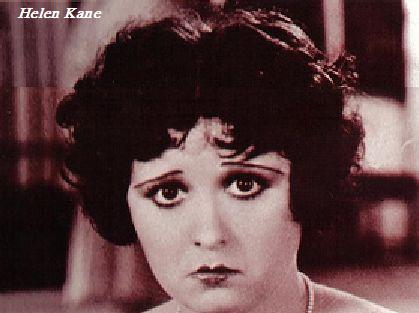
Helen Kane

Das Songwriter-Team Sam H. Stept (1897–1964) und Bud Green (1897–1981) schrieb That’s My Weakness Now für eine Revue im New Yorker Paramount Theatre, in der Helen Kane den Song vorstellte. That’s My Weakness Now machte die Sängerin mit der piepsigen Stimme landesweit bekannt, die den Strophen noch einige boop-boop-a-doops hinzufügte, worauf sie fortan den Spitznamen The Boop-Boop-a-Doop Girl hatte. Die erste Strophe des Lieds lautet:
I never ate at automats
But he likes automats,
And that’s my weakness now.
She likes raccoon coats.
I never wore a raccoon coat,
But she likes raccoon coats.
And that’s my weakness now.
He’s got a Chevrolet.
I never liked a Chevrolet
But he’s got a Chevrolet,
And that’s my weakness now.

## Erste Aufnahmen und spätere Coverversionen
Kanes Aufnahme des Songs war die erfolgreichste Version des Songs (Victor 21557; sie kam auf #5 der US-Charts 1928). Andere Musiker, die That’s My Weakness Now ab Mitte 1928 coverten, waren Paul Whiteman (Columbia, mit Bix Beiderbecke), Gesang: The Rhythm Boys), Whispering Jack Smith, Harry Reser’s Jazz Pilots, B. A. Rolfe with his Palais d’or Orchestra (Edison 52343), das Arcadians Dance Orchestra (Zonophone 5202), The Harmonians (Harmony 667-H), Jack Kaufman (Pathé), Nat Shilkret (Victor, mit Frank Marvin, Gesang), Milt Shaw (Vocalion), Abe Lyman (Brunswick), Cliff Edwards (Columbia), Sam Lanin and His Troubadors (Romeo 670), ferner das Vokalduo Stuart Ross und Joe Sargent sowie das Duo aus Billy Jones und Ernest Hare (Diva 2665-G), in London Betz Challis, Tommy Handley, Harry Hudson’s Melody Men und Jack Hylton, in Paris bzw. Berlin Lud Gluskin (Pathé) und Jack Hamilton.
That’s My Weakness Now wurde vom Jazzorchester Charly Gaudriot in einer deutschen Fassung unter dem Titel Scheinbar liebst Du mich eingespielt; Bandsänger war Hans Grünhut. 1929 coverte ihn auch Barnabás von Géczy. Eine schwedische Coverversion stammte von Ernst Rolf (De’ Har Jag Pippi På ), begleitet von Béla Dajos.
1949 verschaffte Russ Morgan dem Song ein kleines Comeback (#17 der US-Hitparade). Der Diskograf Tom Lord listet im Bereich des Jazz insgesamt 63 (Stand 2016) Coverversionen, ab 1939 von Jan Savitt, Charlie and His Orchestra, Svend Asmussen, Pete Brown, Oscar Peterson/Ray Brown, Pearl Bailey, Bill Doggett, Kenny Ball, Bobby Short, Humphrey Lyttelton und dem Pasadena Roof Orchestra. That’s My Weakness Now wurde in späteren Jahren von zahlreichen Dixielandbands gecovert. Verwendung fand der Song um 1930 in mehreren Soundies und in dem Filmmusical Applause (1929).